# Pseudoacontias unicolor
Pseudoacontias unicolor là một loài thằn lằn trong họ Scincidae. Loài này được Sakata & Hikida mô tả khoa học đầu tiên năm 2003.